# 范荣晖
范荣晖（1970年4月—），男，汉族，河南范县人，中共党员，中华人民共和国政治人物。

## 生平
1992年毕业于安徽师范大学中文系。历任马鞍山日报社记者，安徽省委宣传部新闻出版处工作人员、副主任科员、主任科员，安徽省委宣传部新闻出版处副处长、处长，安徽省网宣办（省互联网信息办公室）副主任（主持工作）、省委宣传部新闻出版处处长。2015年1月，任安徽省互联网宣传管理办公室（省互联网信息办公室）主任（副厅级）。同年3月，任安徽省委宣传部副部长，安徽省电影局局长。2020年11月，任安徽省黄山市委副书记。2021年11月，任安徽省黄山市委副书记、宣传部部长。2022年5月，任安徽日报社党委书记、社长。
2023年1月，任安徽省政协文化文史和学习委员会副主任。